# André Bialek
André Bialek est un auteur-compositeur-interprète belge, né le 10 février 1947 à Etterbeek (Belgique) de père polonais et de mère belge et liégeoise.

## Biographie
Il fait des études de dessin à Bruxelles et commence à travailler dans les cartonneries de la famille Brel.
En 1976, il chante sur un air de gigue, danse ancienne appelée en Belgique La Chapelloise, une ode à l’unité des Belges : 
La belle gigue. C’est sa chanson la plus médiatisée, qui a connu le succès dans les deux parties du pays. La chanson fera les beaux jours des soirées, y compris dans les discothèques de l'époque.
Chanteur belge francophone, il revendique sa « belgitude » à travers le titre de son album Belgeries et d'autres chansons émaillant ses albums et 45 tours. Son succès dépassera les frontières, France exceptée comme pour beaucoup de chanteurs belges. On le retrouvera sur les scènes de plus grands festivals tel le Paléo Nyon Festival en Suisse (dont les photos de liesses populaires publiées dans les programmes de 1977 à 1979 proviennent de sa performance scénique), ou encore le festival de Montréal. Il sera accompagné durant ces années par son groupe baptisé « Le bal du Bourgmestre »
André Bialek s’exprime à travers la chanson, dans quatre albums parus entre 1976 et 1982: ses textes traduisent la réalité sociale d’une Belgique ébranlée par le choc pétrolier de 1973, des prémices de la régionalisation, ou encore ses doutes et ses convictions. C’est une époque de crise avec les problèmes de l’urbanisme, de l’immigration et du travail.
André Bialek a certainement aussi puisé une part de son inspiration dans les idées des « soixante-huitards ». Il s’oppose avec humour aux spéculateurs, démolisseurs et promoteurs immobiliers qui ont défiguré Bruxelles. Il est préoccupé par la société de consommation, les rêves impossibles et le mode de vie inaccessible pour la plupart, qu’elle propose.
Il brosse le portrait de « petites gens » comme dans la chanson La caissière ou de petits métiers et le mal-être comme dans Les quincailleries ou Aplatis tape.
Il envisage les frustrations, parfois choquantes qu’entraîne, dans son sillage, la société de consommation plongée dans la crise économique. Ses chansons aux mots subtils restent étonnamment d'actualité (Soldatine, La Petite centrale, L'alcool, Ballade à Froidcœur). Cette période était particulièrement riche au niveau de la production des chanteurs belges (Odieu, Pascal Charpentier, Rapsat, Wannes Van de Velde, Anciaux, Luc Vanacker, Maurane, Jo Lemaire, De Nieuwe Snaar, etc.) et beaucoup plus soutenue qu'actuellement (La sanchon sans fraises était-elle prémonitoire ?)
Sa chanson Visite guidée offre un regard amusé et décalé, typiquement belge, sur le plat pays. À l'époque de sa publication en 1981, cette chanson rencontra un petit succès dans cette Belgique toujours prête à rire d'elle-même.
Après une percée éphémère (1976 à 1984) dans la chanson dont il fera les beaux jours d'émission tel Palmarès de Pierre Collard-Bovy consacré aux groupes et chanteurs belges, il se reconvertit en ouvrant sa propre agence de publicité.
Le groupe Urban Trad reprendra une version instrumentale de La belle gigue. Le groupe folk néerlandophone Circo Maximo en a également fait une adaptation.

## Discographie
- Un disque commandité par la mutualité chrétienne: Les médicaments ( écoutez la petite mélodie des petites maladies ...)
- En 2000, André Bialek, original hits